# Melicope kainantuensis
Melicope kainantuensis är en vinruteväxtart som beskrevs av Thomas Gordon Hartley. Melicope kainantuensis ingår i släktet Melicope och familjen vinruteväxter. Inga underarter finns listade i Catalogue of Life.